# 西斯納 (伊利諾伊州)
西斯內（英語：Cisne）是位於美國伊利諾伊州韋恩縣的一個村落。

## 地理
西斯內的座標為38°30′52″N 88°26′09″W / 38.51444°N 88.43583°W，而該地最高點為海拔高度140米（即459英尺）。

## 人口
根據2010年美國人口普查的數據，西斯內的面積為1.64平方千米，當中陸地面積為1.64平方千米，而水域面積為0.00平方千米。當地共有人口672人，而人口密度為每平方千米409人。